# Wybory prezydenckie na Cyprze Północnym w 2010 roku
Wybory prezydenckie na Cyprze Północnym w 2010 roku – wybory prezydenckie w nieuznawanej Tureckiej Republice Cypru Północnego przeprowadzone 18 kwietnia 2010. Zakończyły się zwycięstwem premiera Dervişa Eroğlu.

## Organizacja i kandydaci
Prezydent Cypru Północnego wybierany jest w głosowaniu powszechnym na 5-letnią kadencję. Jeśli żaden z kandydatów nie uzyska ponad połowy głosów poparcia, przeprowadzana jest druga tura wyborów. W wyborach w 2005 premier Mehmet Ali Talat już w pierwszej turze pokonał byłego premiera Dervişa Eroğlu. We wrześniu 2008 rozpoczął on rozmowy z prezydentem Cypru Dimitrisem Christofiasem na temat zjednoczenia dwóch wspólnot, greckiej i tureckiej, w ramach jednego federacyjnego państwa.
Głównymi kandydatami w wyborach w 2010 byli ponownie rywale sprzed 5 lat, urzędujący prezydent Mehmet Ali Talat z lewicowej opozycyjnej Tureckiej Partii Republikańskiej (CTP) oraz urzędujący premier Derviş Eroğlu z rządzącej Partii Jedności Narodowej (UBP). Oprócz nich do startu zgłosiło się jeszcze pięciu niezależnych kandydatów. Do udziału w wyborach zarejestrowanych zostało 164 tys. spośród ok. 250 tys. mieszkańców. Oddawali oni swoje głosy w ponad 600 punktach wyborczych.
Faworytem sondaży przedwyborczych pozostawał premier Eroğlu. Na jego poparcie wpływało rozczarowanie społeczeństwa brakiem postępów w rozmowach negocjacyjnych prezydenta Talata, pojawiające się oskarżenia o nepotyzm pod adresem jego administracji oraz trwająca izolacja gospodarcza i polityczna nieuznawanej republiki. Premier Eroğlu deklarował wolę kontynuacji rozmów ze stroną cypryjską, jednak jako rozwiązanie kwestii cypryjskiej widział powstanie dwóch państw uznawanych przez społeczność międzynarodową, co pozostawało w sprzeczności ze stanowiskiem Cypru.

## Wyniki wyborów
Wyniki wyborów opublikowane zostały kilka godzin po zakończeniu głosowania. Premier Eroğlu zdobył 50,38% głosów poparcia, zwyciężając już w pierwszej turze wyborów. Prezydent Mehmet Ali Talat uzyskał 42,85% głosów. Po ogłoszeniu zwycięstwa, Eroğlu zadeklarował wolę dalszej ścisłej współpracy z „ojczyzną Turcją”, jednocześnie ogłosił zamiar kontynuowania rozmów negocjacyjnych z Cyprem w celu znalezienia rozwiązania korzystnego dla wspólnoty Turków cypryjskich.
| Kandydat - Partia polityczna | Kandydat - Partia polityczna                    | Liczba głosów    | %      |
| ---------------------------- | ----------------------------------------------- | ---------------- | ------ |
|                              | Derviş Eroğlu - Partia Jedności Narodowej       | 61 491           | 50,38% |
|                              | Mehmet Ali Talat - Turecka Partia Republikańska | 52 302           | 42,85% |
|                              | Tahsin Ertuğruloğlu - niezależny                | 4 648            | 3,81%  |
|                              | Zeki Beşiktepeli - niezależny                   | 1 986            | 1,61%  |
|                              | Mustafa Kemal Tümkan - niezależny               | 964              | 0,79%  |
|                              | Arif Salih Kırdağ - niezależny                  | 521              | 0,43%  |
|                              | Ayhan Kaymak - niezależny                       | 168              | 0,14%  |
| Razem                        | Razem                                           | 125 294 (76,37%) | 100%   |
| Źródło:                      |                                                 |                  |        |